# داريو ميلو
داريو ميلو (بالإسبانية: Darío Melo)‏ (24 مارس 1994 بسانتياغو في تشيلي - ) هو لاعب كرة قدم تشيلي في مركز حراسة المرمى. شارك مع منتخب تشيلي تحت 20 سنة لكرة القدم. أما مع النوادي، فقد لعب مع نادي بالستينو وDeportes Temuco ‏.

## وصلات خارجية
- داريو ميلو على موقع قاعدة بيانات كرة القدم.إي يو (الإنجليزية)
- داريو ميلو على موقع Soccerway.com (الإنجليزية)
- داريو ميلو على موقع AS.com (الإسبانية)